# روز ويزلي
روز «جرانجر ويزلي» شخصية خيالية لساحرة للمؤلفة البريطانية ج. ك رولينغ ساحرة خليطة الدم والابنة الكبري ل رون ويزلي وهرمايوني جرينجر. لديها أخ أصغر يدعى هوغو، الذي ولد بعد عامين من بعدها. بدأت دراستها في مدرسة هوجوارتس للسحر والشعوذة في عام 2017 - وهي نفس السنة التي كان فيها ألباس بوتر وسكوربيوس مالفوي.